# 1907-es amerikai bankpánik

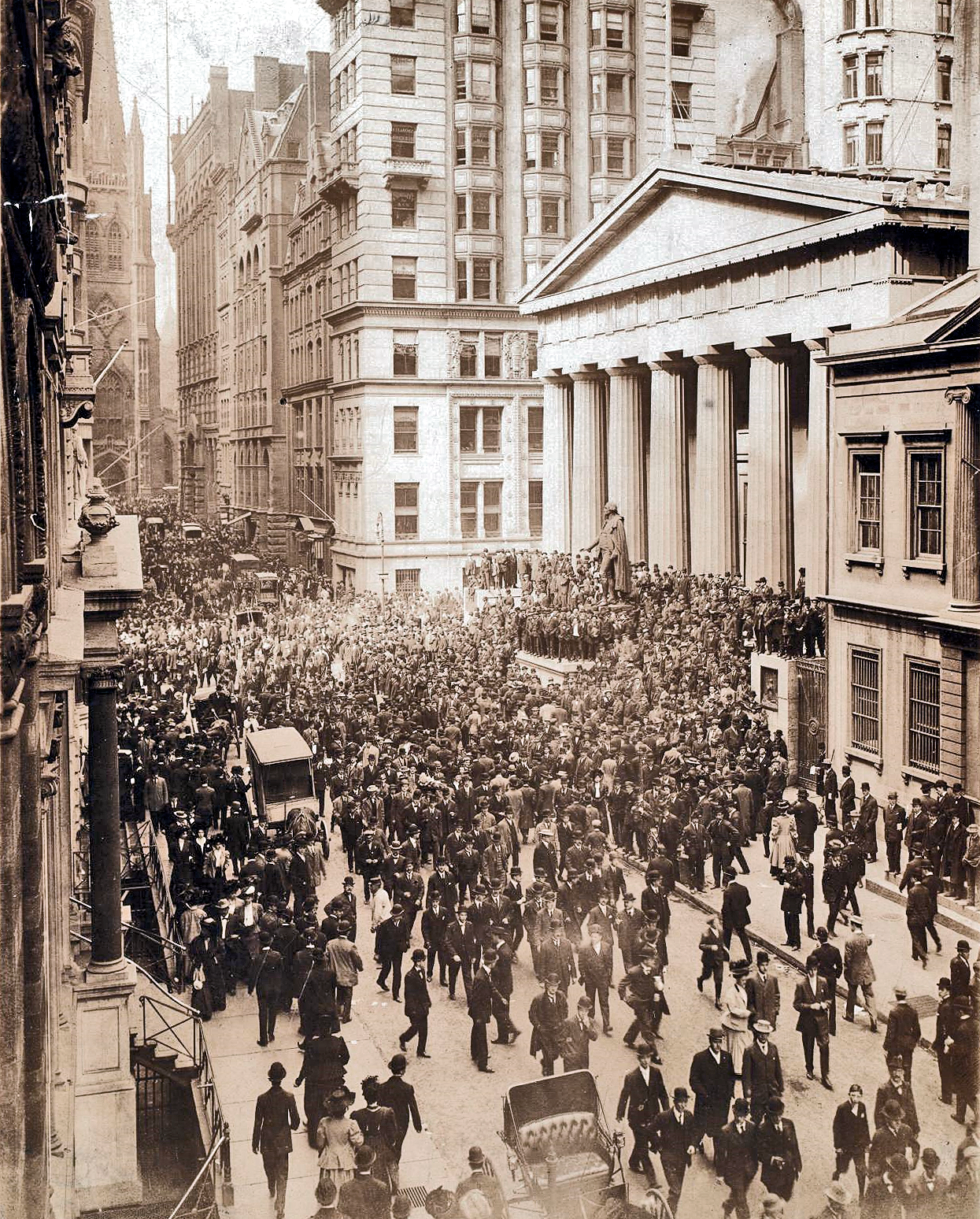
Az 1907-es októberi bankpánik idején a Wall Streeten összegyűlt tömeg. A háttérben a Federal Hall és George Washington szobra látható

Az 1907-es bankpánik (Panic of 1907), vagy más néven az 1907-es bankárpánik (1907 Bankers’ Panic) Amerikában kialakult pénzügyi válság volt, amelynek során a New York-i értéktőzsdén az árak az előző évi csúcshoz képest majdnem 50%-ot estek. A pánik gazdasági recesszió idején tört ki, amikor sokan megrohamozták a bankokat és a trösztöket. A válság akkor terjedt ki az egész országra, amikor állami és helyi bankok valamint több üzletember is csődvédelmet kért maga ellen. A bankok megrohanásának fő oka az volt, hogy több New York-i bank lépéseinek eredőjeként csökkent a piac likviditása, emiatt megingott a betétesek bizalma, és ebben az időben hiányzott a rendszerből a végső hitelező.
A válság indulásakor elegendő, a United Copper által kibocsátott részvényt vásároltak fel, amivel manipulálni tudták a piacot. Amikor ez a próbálkozás sikertelenül zárult, az ennek a pénzügyi hátterét megfinanszírozó bankokat sok ügyfél rohamozta meg befektetéséért. Ez később az ezen bankokkal kapcsolatban álló pénzügyi szervezetekre is átterjedt, ennek következtében egy héttel később csődöt jelentett New York harmadik legnagyobb trösztje, a Knickerbocker Trust Company. Emiatt félelem alakult ki a trösztökkel szemben, s a regionális bankok kivették a New York-i bankokban tartott tartalékaikat. A pánik gyorsan országos méretűvé dagadt, s egyre több helyen vették ki az emberek a regionális bankokban elhelyezett betétjüket.
A válság tovább mélyült volna, ha J. P. Morgan bankár közbe nem lép, és nem köt le egy nagyobb összeget erre a célra a pénzéből, és nem szólít fel más bankárokat arra, hogy az amerikai bankrendszer megóvása érdekében ők is kövessék példáját. Ekkor még nem volt az Amerikai Egyesült Államoknak központi bankja, mely likviditást tudott volna vinni a rendszerbe. A válság szétterjedése novemberre megállt, bár később újabb válság indult, aminek az volt az oka, hogy egy brókercég sok olyan hitelt folyósított, melyek mögött biztosítékul a Tennessee Coal, Iron and Railroad Company (TC&I) részvényei álltak. A cég által kibocsátott részvények értékcsökkenésének megakadályozására a trösztellenes politikájáról elhíresült Theodore Roosevelt felvásárolta a céget. A következő évben Nelson W. Aldrich megalapította és vezette azt a bizottságot, amelyik beruházott a válság elcsendesítésébe, és olyan, a jövőbe mutató javaslatai voltak, amelyek a Federal Reserve System megalapításához vezettek.

## Gazdasági helyzet

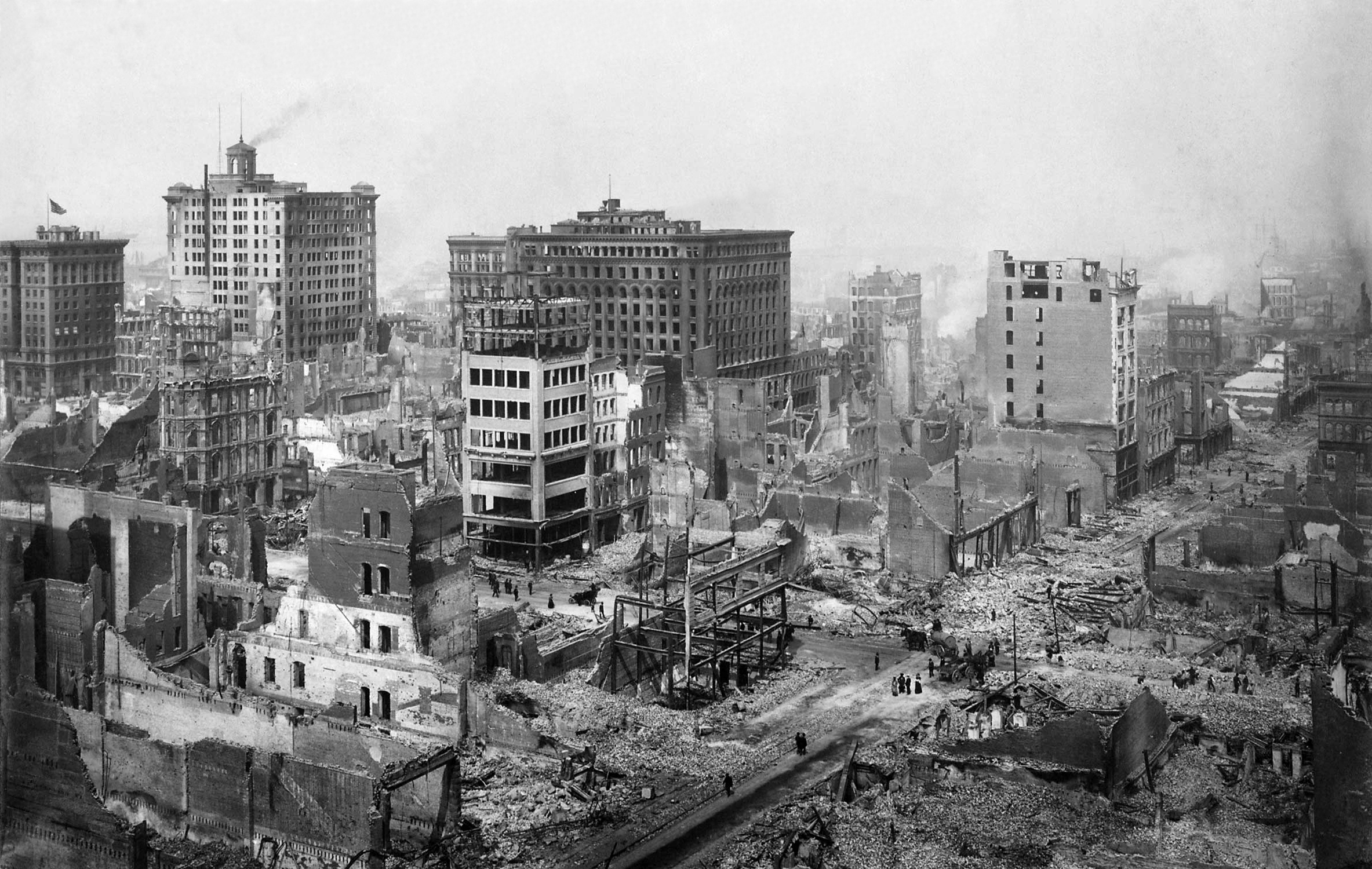
Az 1906-os San Franciscó-i földrengés tönkretette az ország gazdaságát és sebezhetőbbé tette bankrendszerét

Miután Andrew Jackson amerikai elnök megvétózta a Second Bank of the United States mandátumát meghosszabbító törvényt, nem volt az országnak központi bankja. A pénzkereslet a mezőgazdasági ciklusokhoz igazodott. Ősszel a betakarítások elvégzéséhez szükséges mértékben a pénz kiment New York városából, így a pénz visszacsábítása végett megnőttek a kamatok. 1906 januárjában a Dow Jones Ipari Átlag addigi legmagasabb értékét, a 103 pontot érte el, amikor korrekció vette kezdetét. Az amerikai gazdaság lényegében az 1906 áprilisi, a várost elpusztító San Fransiscó-i földrengést követően vesztette el stabilitását, mikor New Yorkból az újjáépítés segítésére San Fransiscóba áramlott a pénz. Amikor 1906-ban a Bank of England megemelte a kamatszintjét, ez tovább csökkentette a pénzkínálatot, s a vártnál több pénz maradt Londonban. A csúcsot követően a részvényárak január és július között 18%-ot csökkentek. Szeptember végére veszteségeik felét ismét visszanyerték.

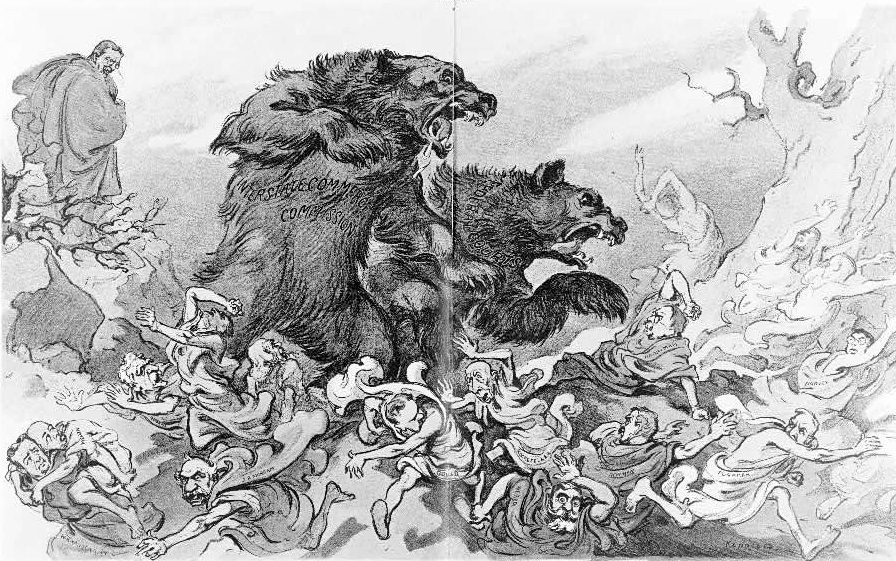
Theodore Roosevelt két nagy medvének parancsol: az Interstate Commerce Commissionnek és a Federal Courtsnak. A parancs az, hogy támadják meg a Wall Streetet. 1907. május 8. Punck

1906 júliusában fogadták el azt a Hepburn-törvényt, mely alapján az Interstate Commerce Commission (ICC) határozhatta meg a maximális vasúti jegyárakat. Emiatt elkezdett csökkenni a vasúti részvények értéke. 1906 szeptembere és 1907 márciusa között a cég piaci értéke 7,7%-kal csökkent. Március 9. és 26. között a részvények további 9,8%-ot veszítettek értékükből. (A márciusi esést gyakran nevezik a „gazdag emberek pánikjának" is.) A gazdaság nyáron is volatilis maradt. Számos részvény elérte addigi legalacsonyabb árfolyamát, többek között a fedezetül használt Union Pacific tulajdonjogát megtestesítő részvények is, amelyek értéke 50 pontot esett. Júniusban megszűnt New Yorkban a kötvények kínálata. Júliusban összeomlott a réz piaca. Augusztusban a Standard Oil Companyt a trösztellenes jogszabályok megsértése miatt 29 millió dollárra büntették. 1907 első kilenc hónapjában a részvények 24,4%-ot veszítettek értékükből.
Július 27-én a The Commercial & Financial Chronicle a következőt írta: „A piac továbbra is instabil. Nincsen más jel, mint ami arra utal, hogy a folytatódó, párizsi célpontú pénzkiáramlás megráz minden részvényt, és az árfolyamok visszatérésébe vetett remény is elfogy." Az Egyesült Államokon kívül is több bankot megrohamoztak 1907-ben a befektetők. Egyiptomban áprilisban és májusban, Japánban májusban és júniusban, Hamburgban és Chilében október elején jelentkeztek a befektetők pénzükért. A csökkenés időszaka alatt a bankrendszer mindig sebezhető. Ez a felkavart piacon tapasztalható kisméretű megrázkódtatással kombinálva súlyos, tovagyűrűző hatást váltott ki.

## A pánik

### A rézpiac uralása
A pánik azzal kezdődött, hogy egyesek uraló pozíciót akartak kialakítani F. Augustus Heinze United Copper nevű cégében. Heinze sikeres butte-i rézmágnás volt, 1906-ban New Yorkba költözött, ahol közeli barátságba került Charles W. Morse-szal, a hírhedt Wall Street-i bankárral. Morse egyszer sikeresen alakított ki uraló pozíciót New York jégpiacán, és Heinzével együtt több bankot tartottak ellenőrzésük alatt. A páros legalább hat nemzeti szintű bankban, tíz állami bankban, öt trösztben és négy biztosítótársaságban szerzett nagy befolyást.

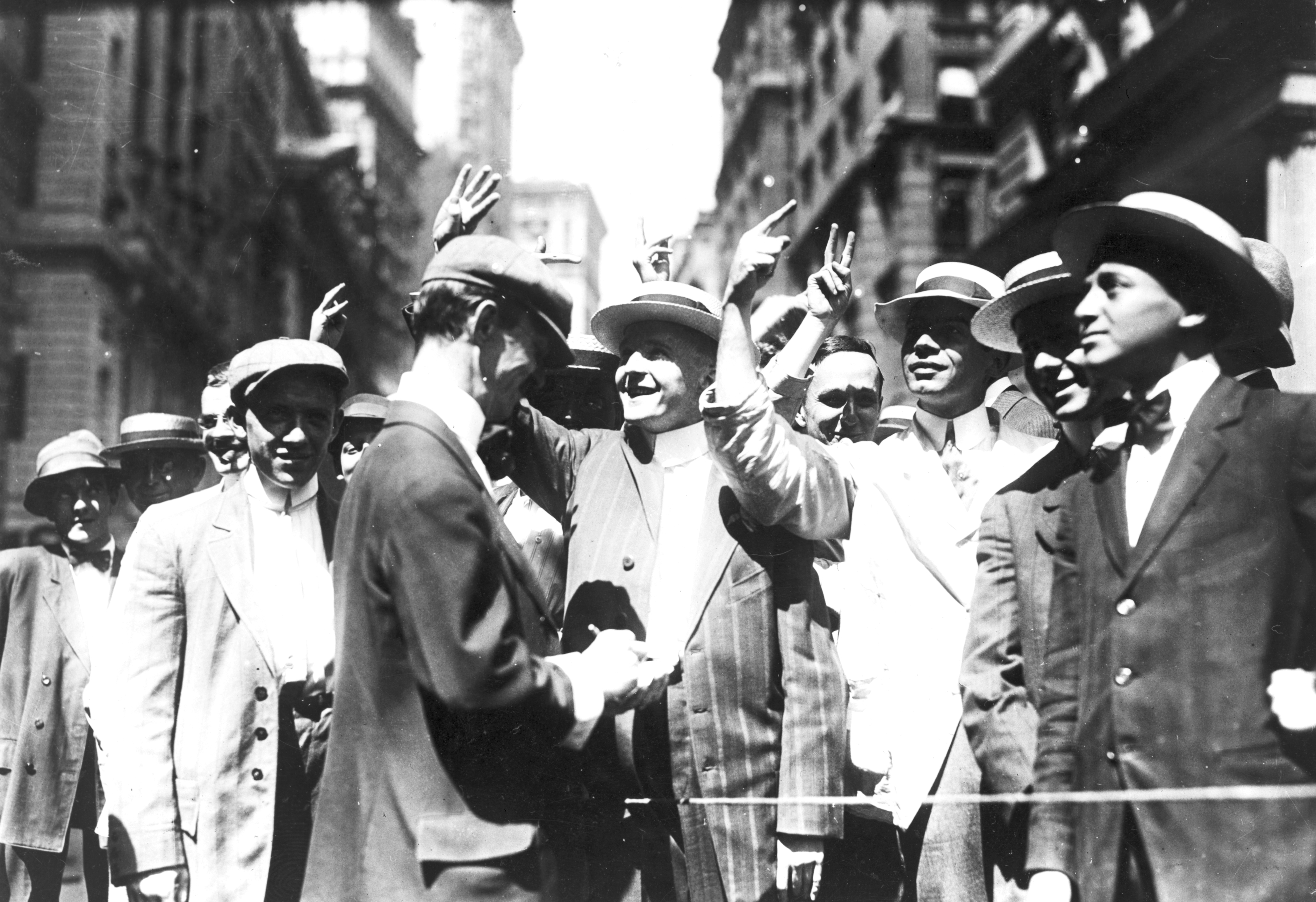
A pánik a New York Stock Exchange előtt lévő járdaszegélyen kezdődött, aminek a kereskedelme később áttevődött az American Stock Exchange-re. Itt a tőzsdék hivatalos bezárását követően kötöttek ügyleteket

Augustus testvére, Otto tovább folytatta a United Copper uralását lehetővé tevő tőzsdei pozíció kialakítását, mert úgy gondolta, hogy a cég többsége már úgy is a Heinze család kezében van. Heinzéék részvényeinek többségét kölcsönadták olyanoknak, akik ezeket avégett adták el, hogy később alacsonyabb áron vissza tudják majd vásárolni. A nyereség a korai eladás és a későbbi visszavásárlás közötti árfolyam-különbözet. Ezt a technikát fedezett shortnak nevezik. Otto egy "bear squeeze" (medvefagyasztás) stratégiát javasolt, melynek során a Heinze család agresszív felvásárlásba kezd, s annyi részvényt megvesznek, amennyit csak lehetséges, majd a fedezett short pozícióban lévőkkel visszafizettetik a számukra folyósított kölcsönöket. Az agresszív felvásárlás felhajtaná a részvény árát, és mivel máshol nem talál részvényt, a fedezett short pozícióban lévő csak a Heinze családtól tudja megvenni a részvényt, akik olyan árat mondanak, amilyet akarnak.
A terv pénzügyi hátterének biztosításáért Otto, Augustus és Charles Morse Charles T. Barney-vel, a város harmadik legnagyobb trösztjének, a Knickerbocker Trust Company elnökével találkoztak. Barney finanszírozta Morse korábbi terveit. Morse azonban figyelmeztette Ottót, hogy sokkal több pénzre lesz ehhez szüksége, mint amennyit a piac befagyasztásához, a részvények onnan történő elszívásához fel kívánt használni. Barney nem adta meg a kért támogatást. Otto úgy döntött, ennek ellenére is megpróbálja az uraló pozíciót kiépíteni. Október 14-én hétfőn elkezdte agresszíven felvásárolni a United Cooper részvényeit, melynek árfolyama egy nap alatt 39 dollárról 52 dollárra emelkedett. Kedden felszólította a fedezett short pozícióban lévőket, hogy adják vissza a kölcsönbe kapott részvényeiket. A részvény ára 60 dollár közelébe emelkedett, de a shortosok elegendő részvényt tudtak szerezni a pozíciók zárásához anélkül, hogy Heinzééktől kellett volna részvényt venniük. Otto rosszul ítélte meg a piaci helyzetet, és a United Copper részvényárfolyama hanyatlani kezdett.
A részvény keddi záróárfolyama 30, a szerdai pedig 10 dollár volt. Otto Heinze tönkrement. A United Copper részvényeivel a New York Stock Exchange épületén kívül, a járdaszegélyen kezdtek el kereskedni, szó szerint egy külső piacon. Ebből, a tőzsdei zárást lebonyolító piacból alakult ki később az American Stock Exchange. Az árfolyamzuhanás után a The Wall Street Journal a következőket írta: „A külső piac veterán résztvevői szerint soha nem voltak még ilyen vad jelenetek a Curbön."

### A fertőzés terjedése
Otto sikertelen uralási pozícióépítése miatt nem tudta teljesíteni brókercége, a Gross & Kleeberg felé tett vállalásait, s így a tőzsdetag csődbe ment. Október 17-én, szerdán a tőzsde felfüggesztette Otto kereskedési jogát. Így a United Copper összeomlott, a F. Augustus Heinze tulajdonában lévő State Savings Bank of Butte Montana pedig bejelentette fizetőképtelenségét. A montanai bank a kihelyezett hitelek fedezeteként tartotta United Cipper részvényeit, és akkor ez a bank viselte a felelősséget az Augustus Heinze által vezetett New York-i Mercantile National Bankért.
F. Augustus Heinze kapcsolata az uralási pozíció kialakításával valamint a State Savings Bank fizetésképtelenségével túl soknak bizonyult a Mercantile igazgatóságának ahhoz, hogy elfogadhatónak minősítsék. Ekkorra már túl késő volt. Ahogy elterjedt a fizetőképtelenség híre, a betétesek egyszerre rohamozták meg elhelyezett betétjükért a Mercantile National Banket. A Mercantile pár napig eleget tudott tenni a kifizetési kéréseknek, de a betétesek a Heinzével kapcsolatban álló Charles W. Morse bankját is megrohamozták. Ugyanez történt Morse National Bank of North America bankjánál és a New Amsterdam Nationalnél is. Attól tartva, hogy Augustus Heinze és Morse hitelvesztésének további, a bankrendszert érintő hatása lehet, a New York Clearing House (a város bankjainak konzorciuma) rákényszerítette Morse-t és Heinzét, hogy mondjanak le az összes banki tisztségükről. A sikertelen pozíció-kiépítést követő hétvégére elmúlt a rendszerszintű pánik. A betétesek a Heinzééktől kivett pénzt a város más bankjaiban fektették be.

### A pánik eléri a trösztöket
Az 1900-as évek elején elszaporodtak a trösztök, az 1907-et megelőző tíz év alatt eszközeik értéke 244%-kal nőtt. Ugyanekkor az állami szintű bankok eszköze 97, míg a New York-i állami bankoké 82%-kal nőtt. A trösztök vezetői általában a New York-i pénzügyi és társadalmi körök befolyásos emberei közül kerültek ki. Közülük az egyik legmegbecsültebb Charles T. Barney volt, akinek az apósa a híres William Collins Whitney bankár volt. Barney Knickerbocker Trust Companyja New York harmadik legnagyobb trösztje volt.

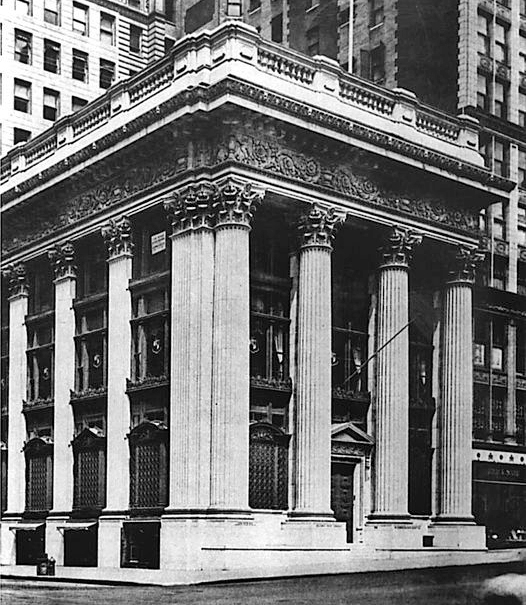
A Knickerbocker Trust Company székháza a Fifth Avenue és a 34th Street csomópontjának északnyugati sarkán

A Charles W. Morse-szal és F. Augustus Heinzével fenntartott kapcsolatai miatt október 21-én, hétfőn a Knickerbocker igazgatósága felkérte Barneyt, hogy mondjon le. A betétesek csak október 18-ától vehettek ki pénzt a Knickerbockertől.) A National Bank of Commerce ezen a napon jelentette be, hogy a továbbiakban nem végzi a Knickerbocker klíringelését. Október 22-én a társaságot megrohamozták a betétesek. A sor a bank nyitásától fogva egyre csak nőtt. A The New York Times jelentése szerint „ahogy egy betétes elhagyta a helyszínt, tíz vagy még több másik ember rohanta őt le a pénzéért, és [a rendőröknek] pár szolgálatban lévőt a helyszínre kellett küldeni, hogy fenntartsák a rendet. Kevesebb mint három óra leforgása alatt 8 millió dollárt vettek ki a pénzintézettől. Kevéssel dél után fel kellett függesztenie a tevékenységét.
A hírek terjedésével egyre több bank és tröszt kezdett húzódozni, egyre kevésbé akartak hitelt folyósítani. Megugrottak a tőzsdén kereskedő brókerek kamatlábai, és mivel a brókerek nem tudtak pénzhez jutni, a részvényárak 1900 decembere óta nem látott mélységekbe zuhantak. A pánik gyorsan elért két másik trösztöt, a Trust Company of Americát és a Lincoln Trust Companyt. Október 24-e, csütörtökre csődök sorozata éktelenítette az utcákat: Twelfth Ward Bank, Empire City Savings Bank, Hamilton Bank of New York, First National Bank of Brooklyn, International Trust Company of New York, Williamsburg Trust Company of Brooklyn, Borough Bank of Brooklyn, Jenkins Trust Company of Brooklyn and the Union Trust Company of Providence.

### J.P. Morgan közbelépése
Amikor a káosz kezdte megtépázni a New York-i bankokba vetett bizalmat, a város leghíresebb bankára a városon kívül tartózkodott. J.P. Morgan, a J. P. Morgan & Co. elnöke és névadója Richmondban egy egyházi megbeszélésen vett részt. Morgan nemcsak hogy a város leggazdagabb polgára és a legnagyobb kapcsolati rendszerrel rendelkező bankára volt, hanem voltak már válságokkal kapcsolatos tapasztalatai is. Már az 1893-as válság megoldásában is segített a pénzügyminisztériumnak. A pánik növekedésének hírére szombat késő éjszaka visszatért a fővárosba. Másnap Morgannek a Madison Avenue és a 36th Street sarkán álló sorházának könyvtárában sűrűn váltották egymást New York különböző bankjainak és trösztjeinek a vezetői, hogy informálják a kialakult helyzetről és hogy segítséget kérjenek ennek átvészeléséhez.

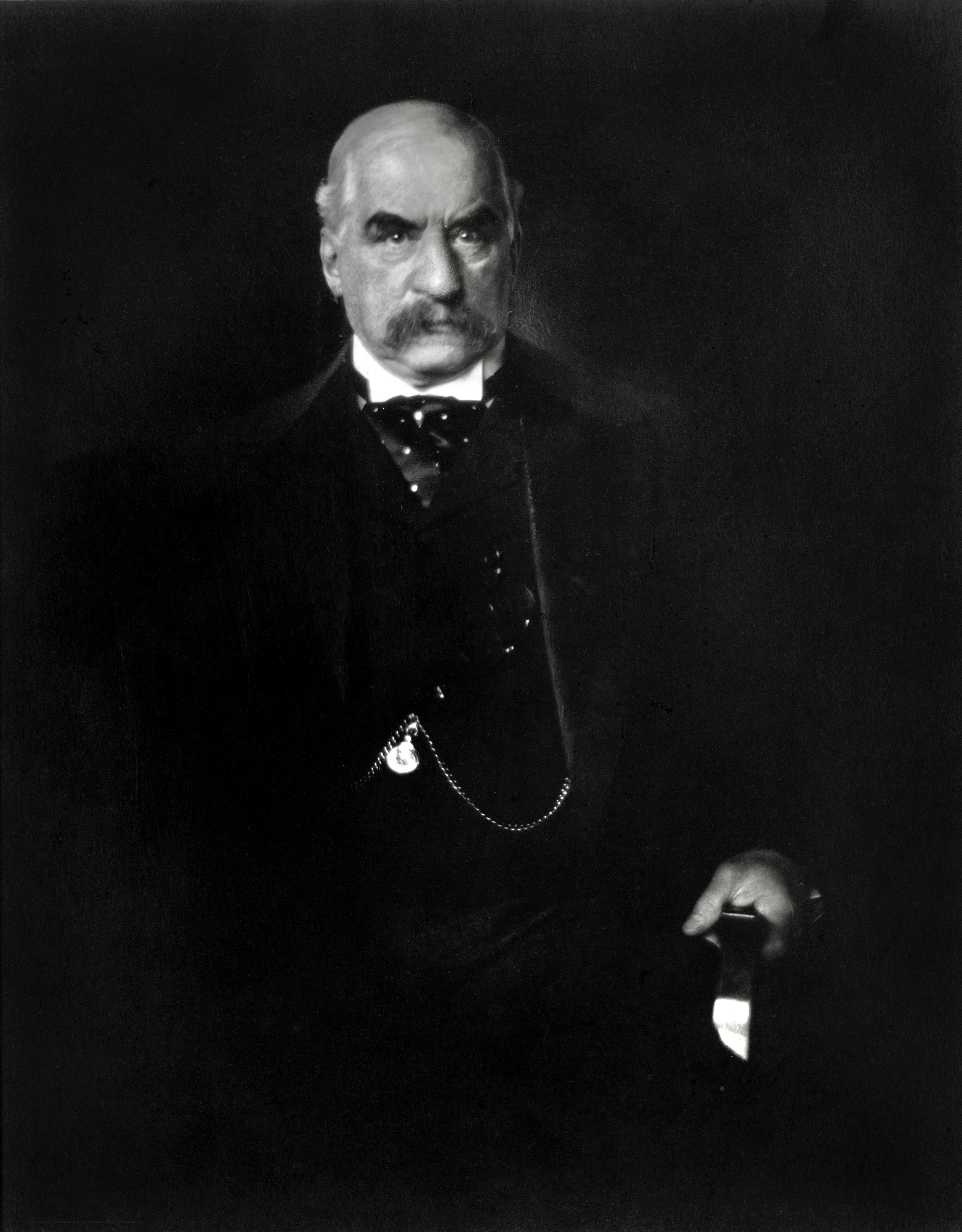
J.P. Morgan, a befolyásos New York-i bankár mentette meg az amerikai pénzügyminisztériumot az 1883-as pánik idején

Morgan és társai áttanulmányozták a Knickerbocker Trust könyveit, de úgy határoztak, hogy a társaság fizetésképtelen, és nem avatkoztak közbe a rohamozás megállítása érdekében. Az ezt követő bukás azonban oda vezetett, hogy a jól működő trösztöket is megrohamozták, s emiatt Morgannek meg kellett kezdenie a mentőakciót. Kedden, október 22-én délután a Trust Company of America elnöke megkérte Morgant, hogy segítsen. Aznap este Morgan a First National Bank elnökével, George F. Bakerrel, a National City Bank of New Yorknak (a Citibank elődjének) a vezetőjével, James Stillmannel és az amerikai pénzügyminiszterrel, George B. Cortelyouval tárgyalt. Cortelyou kijelentette, hogy a kormány kész pénzeket elhelyezni a bankokban, hogy segítsen a megfelelő mennyiségű betét rendelkezésre állásában. A Trust Company of America könyveinek egész éjszaka történt vizsgálata azt mutatta ki, hogy a vállalat működése megfelelő. Szerda délután Morgan ezt mondta: „Ez vet majd gátat a gondoknak."
Ahogy a Trust Company of Americát is elkezdték megrohamozni, Morgan elkezdett Stillmannal és Bakerrel a vállalat eszközeinek értékesítésén dolgozni, hogy így biztosítsanak elegendő fedezetet a kivenni szándékozott betétek kifizetéséhez. A bank megélte a zárórát, de Morgan tudta, hogy több készpénzt kell szerezni ahhoz, hogy az elkövetkező napok során is fenn tudják tartani a bank szolvenciáját. Azon az éjszakán egy éjfélig tartó megbeszélésre összehívta a többi tröszt elnökét. Itt megállapodtak, hogy azért, hogy a Trust Company of America másnap is nyitva maradhasson, 8,25 millió dollár hitelt biztosítanak számára. Csütörtök reggel Cortelyou 25 millió dollárt helyezett el különböző New York-i bankokban. John D. Rockefeller, Amerika leggazdagabb embere további tíz millió dollárt helyezett el a Stillman's National City Bankben. Rockefeller betétjének köszönhetően a National City Banknek maradt ezt követően is a legnagyobb tartaléka. A közbizalom helyreállítása érdekében Rockefeller felhívta az Associated Press vezetőjét, Melville Stone-t, és megmondta neki, hogy a fél vagyonát zálogba adná, hogy visszaállítsa Amerika hitelét.

### Az értéktőzsde az összeomlás szélén
A pénzkínálat megnövekedésének ellenére a New York-i bankok továbbra is húzódoztak a rövid távú hitelfolyósítástól, amit abban az időben a napi kereskedelem megkönnyítéséhez használtak. Mivel nem tudták az így kiesett pénzmennyiséget máshonnan pótolni, a tőzsdei árak zuhanásnak indultak. Október 24-én 13 óra 30-kor a New York Stock Exchange elnöke, Ransom Thomas Morganhez sietett, hogy beszámoljon neki azokról a fejleményekről, melyek miatt korán be kell zárnia aznapra a kereskedést. Morgan határozottan közölte, hogy a tőzsde korai bezárása katasztrófa lenne.

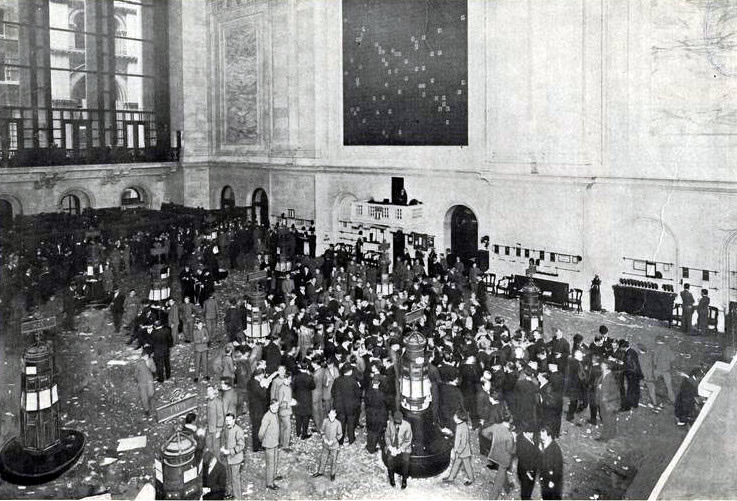
A New York Stock Exchange parkettjének egy 1908-as felvétele. A bankok visszafogott hitelezési gyakorlatának köszönhetően október végén majdnem leállt az itt folyó kereskedés

Morgan saját irodájába összehívta a város bankvezetőit. 14 óra körül kezdtek megérkezni. Morgan itt arról tájékoztatta őket, hogy amennyiben 10 perc alatt nem gyűjtenek össze 25 millió dollárt, akkor körülbelül 50 brókercég megy csődbe. 14.16-ra 14 bank vezetője 23,6 millió dollárt adott össze, hogy folytatódhasson a tőzsdei kereskedelem. A pénz 14.30-kor érte el a piaci szereplőket, majd a 15.00-ös zárásra 19 millió dollárt ki is folyósítottak. Elkerülték a katasztrófát. Morgan általában tudatosan kerülte a sajtót, de azon az estén egy közleményt hozott nyilvánosságra. Eszerint, ha az emberek a bankokban hagyják pénzüket, minden rendben lesz.
Pénteken azonban tovább folytatódott a pánik a tőzsdén. Morgan megint összehívta a bankok vezetőit, de ekkor csak 9,7 millió dollárt tudott tőlük összegyűjteni. Azért, hogy biztosítani tudják a tőzsde nyitvatartását, ezt a pénzt nem lehetett fedezet mellett végzett spekulációs ügyletekre használni. A pénteki kereskedés értékben mért nagysága a csütörtöki 2,3-szerese volt. A piacok ismét majdnem a bezárást általában jelző csengő szokásos megszólalási idejéig nyitva voltak.

### Bizalomválság
Morgan, Stillman, Baker és a város többi bankára sem volt képes arra, hogy határozatlan időre pénzt rakjon a rendszerbe. Még az amerikai államkincstár is pénzszűkében volt. Vissza kellett állítani a közbizalmat, s ennek érdekében péntek este a bankárok két bizottságot hoztak létre. Az egyik megpróbálta rávenni a papságot, hogy vasárnap nyugtassák meg híveiket. A másiknak az volt a feladata, hogy a pénzügyi mentőcsomag különböző részleteit magyarázzák el a sajtó képviselőinek. Európa leghíresebb bankára, Nathan Rothschild csodálatát és tiszteletét fejezte ki Morgan iránt. A bizalom visszaállítása érdekében megállapodott Cortelyou-val, hogy amint ő visszatér Washingtonba, jelzést fog küldeni a Wall Street szereplőinek, hogy a legrosszabbakon már túl vannak.
Hogy biztosítsák a pénzek hétfői zavartalan áramlását, a New York Clearing House 100 millió dolláros hitelígérvényt hozott forgalomba, melyet a bankok az egyensúly helyreállításához használhattak fel. Ennek birtokában el tudtak fogadni betéteket a befektetőktől. Mind a hitközségek vezetői, mind az újságok nyugtatták az embereket, és a bankok mérlegében gyorsan elkezdett a készpénzállomány növekedni, New Yorkban az élet hétfőn elkezdett visszatérni a megszokott kerékvágásba.
A háttérben egy újabb válság kezdett kibontakozni, amiről a Wall Streeten még semmit nem tudtak. Vasárnap Morgan társa, George Perkins olyan információk birtokába jutott, melyek szerint a City of New Yorknak november 1-jéig legalább 20 millió dollárra van szüksége, vagy csődbe megy. A város egy szokásos kötvénykibocsátás útján próbált tőkét szerezni, de nem tudtak így elég tőkét összegyűjteni. George McClellan, New York polgármestere felkérte Morgant, hogy segítsen. Azért, hogy elkerüljék azt a csődhullámot indító jelet, melyet New York csődje mutatott volna, Morgan 30 millió dollárért városi kötvényeket vett.

### Dráma a könyvtárban
Bár a nyugalmat New Yorkban szombatra nagy mértékben helyre állították, november 2-án egy másik válság vette kezdetét. A Moore & Schley, a tőzsde egyik legnagyobb brókercége óriási adósságokat halmozott fel, és az összeomlás réme fenyegette. A társaság a gyorsan bővülő kinnlevőségeinek fedezetére a Tennessee Coal, Iron and Railroad Company részvényeit használta. A gyér kereskedési könyvvel rendelkező részvény piacára nyomás nehezedett, melynek következtében hétfőn több bank vissza akarta szerezni a Moore & Schleynek folyósított kölcsönöket, s emiatt a tulajdonában lévő részvények értékesítésére kényszerülhetett volna. Ha ez bekövetkezett volna, a TC&I részvényeinek értéke zuhanásnak indult volna, ami végeredményképp letarolta volna a Moore and Schleyt, s emiatt újabb pánik vette volna kezdetét a piacokon.
Hogy megelőzzék a Moore & Schley összeomlását, Morgan szombat délelőttre összehívott egy válságtanácskozást a könyvtárába. Egy olyan javaslat született, melynek értelmében a U.S. Steel Corporation – egy olyan cég, melynek létrehozásában, nevezetesen Andrew Carnegie és Elbert Gary szövetségre lépésében Morgan is segített – felvásárolná a TC&I-t. Ennek hatásaként megmenekülne a Moore & Schley, és elkerülnék a válságot. Miután a U.S. Steel vezetősége és közgyűlése áttekintette a helyzetet, és felfedezték, mekkora szerepet játszhatnak a pánik elkerülésében, és két ajánlat született, hogy vagy egy ötmillió dolláros kölcsönt nyújtanak a Moore & Schleynek, vagy felvásárolják a TC&I részvényeit, egyenként 90 dolláros árfolyamon. Este hét óráig nem született megállapodás, és az ülést elnapolták.
Ekkorra Morgan már új helyzetbe került. Nagy bizonytalanság lett úrrá abban a kérdésben, hogy a Trust Company of America és a Lincoln Trust ki tud-e nyitni hétfőn, vagy nem tudja biztosítani a folyamatos működést. Szombat este 40-50 bankár gyűlt össze a könyvtárban, hogy megbeszéljék a válság kérdéseit. A klíringházak képviselői a keleti, a trösztök jelenlévő tagjai a nyugati szobában gyülekeztek. Morgan és mások, akik a Moore & Schley helyzetével foglalkoztak, ők a könyvtáros szobájába mentek. Itt Morgan elmondta a küldötteknek, hogy akkor segítene a Moore & Schley talpra állításában, ha a trösztök összefognának, és közösen készítenének egy olyan mentőcsomagot, mely megmentené a leggyengébb társaikat. A bankárok közti megbeszélés vasárnap késő éjjel is folytatódott, de lényegi eredményt nem értek el. J. P. Morgan ekkor, éjfél körül tájékoztatta a trösztök elnökeinek vezetőjét a Moore & Schley helyzetéről, melynek a megmentéséhez ekkor 25 millió dollár kellett, és ezzel ő csak akkor akar foglalkozni, hogyha a trösztvállalatok problémáját is megoldják. Ennek az is része volt, hogy a trösztök nem kapnak több segítséget Morgantől, és egyedül kell megoldaniuk a saját gondjaikat.
Hajnali 3 órakor 120 bank és tröszt vezetője gyűlt össze, hogy meghallgassák a csőd felé közelítő vállalatok helyzetéről szóló jelentést. Míg a Trust Company of America még épphogy, de fizetőképes volt, a Lincoln Trust Company 1 millió dolláros adósságot halmozott fel. Ez a lejárt betétek kifizetésének késedelmessége miatt felgyülemlett adósság. Ahogy a beszélgetés folytatódott, a bankárok ráébredtek, hogy Morgan bezárta őket a könyvtárba, és a kulcsot zsebre tette, hogy kikényszerítsen belőlük egy megállapodást. Ezt a taktikát már régebben is alkalmazta, hogy eredményre jussanak a bennmaradtak. Morgan ekkor megjelent, és közölte a trösztvállalatok képviselőivel, hogy 25 millió dollárt kell biztosítaniuk ahhoz, hogy megmentsék a leggyengébb intézetet. A cégvezetők még mindig nem tudtak semmit sem tenni, de ekkor Morgan tájékoztatta őket, hogy amennyiben ezt nem teszik meg, az egész bankrendszer össze fog omlani. Jelentős közbenjárásának hatására nagyjából hajnali háromnegyed ötkor elérte, hogy a trösztök nem hivatalos vezetői aláírtak egy megállapodást, amit legtöbbjük be is tartott. Miután így biztosították, hogy a problémát megoldják, Morgan elengedte a bankvezetőket.
Morgan, Perkins, Baker és Stillman, a U.S. Steelt képviselő Garyvel illetve Henry Clay Frickkel közösen vasárnap délután és este azon dolgozott, hogy kidolgozzák a cégvásárlás részleteit. Egy akadály azonban még mindig maradt; a trösztellenes Theodore Roosevelt elnök, aki a monopóliumok elleni fellépést tűzte elnökségének zászlajára.
Frick és Gary éjszaka vonattal a Fehér Házba utaztak, hogy rábeszéljék Rooseveltet, hogy hagyja figyelmen kívül a trösztellenes törvény rendelkezéseit, és a piacnyitás előtt engedélyezze a piacnak már így is 60%-át lefedő cégnek, hogy erőteljes felvásárlásba fogjon. Roosevelt titkára visszautasította, hogy találkozzanak, de Frick és Gary rávette James Rudolph Garfield belügyminisztert, hogy kikerülhessék a titkárságot, és rögtön mehessenek az elnökhöz. Kevesebb mint egy órával a piacok nyitása előtt Roosevelt és külügyminisztere, Elihu Root elkezdte áttekinteni a tervezett felvásárlást, ami magában foglalta a lehetséges összeomlás hatásait, ami abban az esetben következett volna be, ha nem fogadják el a javaslatot. Roosevelt megkönyörült, és későbbi időpontra ismét összehívta a találkozót. „Szükséges volt, hogy azonnal döntést hozzak, még mielőtt kinyitnak a tőzsdék, mert olyan helyzet uralkodott New Yorkban, hogy minden óra kulcsfontosságú volt. Nem hiszem, hogy akárki is azzal kritizálna engem, hogy nem láttam át elég objektíven az ilyen körülmények között történő felvásárlás hatásait." Mikor ezek a hírek eljutottak New Yorkba, a bizalom helyreállt. A Commercial & Financial Chronicle jelentései szerint „az azonnali és messze mutató tranzakció hírére megkönnyebbült a piac," A pánikból végül is nem lett válság.

## Következmények

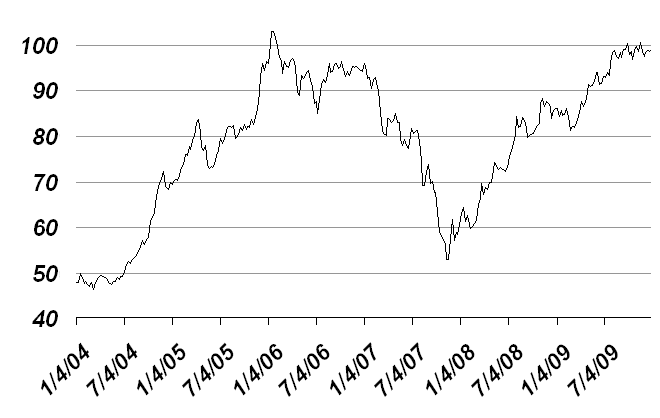
A Dow Jones Industrial Average index heti záró értékei 1904. január és 1909. december között. A legkisebb, 53 pontos értékét az index 1907. november 15-én vette fel

Az 1907-es pánikra a National Bureau of Economic Research mérései szerint egy 1907 májusa és 1908 júniusa között lefolyt gazdasági dekonjunktúra idején került sor. Az ez alatt bekövetkezett bankpánik, tőzsdei árfolyamesés eredményeképp a gazdaságban erőteljes zavarok léptek fel. Robert Bruner és Sean Carr számos statisztikát idéz The Panic of 1907: Lessons Learned from the Market's Perfect Storm című könyvében, melyek a károkat számszerűsítik. Az ipari termelés sokkal jobban visszaesett az 1907-es pánik következtében, mint bármelyik, ezt megelőző bankroham idején; addig az időpontig a világon ekkor ment csődbe a második legtöbb bank. A termelés 11, az import értéke 26%-kal csökkent, míg a munkanélküliségi ráta 3%-ról 8%-ra nőtt. A bevándorlók száma a két évvel régebbi 1,2 millió főről 1909-re 750 000-re csökkent.
A válságok gyakorisága és az 1907-es pánik mélysége aggodalmakat ébresztett J. P. Morgan hatalmas, kontrollálhatatlan befolyása miatt. S ez adott lendületet a nemzeti szintű reformok elindításához. 1908 májusában a kongresszus elfogadta azt az Aldrich-Vreeland törvényt, mely létrehozta a National Monetary Commissiont, melynek feladata a pánikok kordában tartása és a pénzügyi intézmények szabályozása. Nelson Aldrich republikánus szenátor, a National Monetary Commission elnöke majdnem két évet töltött Európában, ahol a kontinens bankrendszerét tanulmányozta.

### Központi bank
Az európai és az amerikai bankrendszer közötti legnagyobb eltérés az amerikai központi bank hiánya volt. Az európai államok pénzszűke idején növelni tudták a pénzkínálatot. Az nem újkeletű elképzelés, mely szerint központi bank nélkül az amerikai gazdaság sebezhető. 1907 elején Jacob Schiff, a Kuhn, Loeb & Co. bankára a New York Chamber of Commerce-t egy beszédében figyelmeztette, hogy amennyiben nem jön létre egy, a hitelkihelyezések felett őrködő központi bank, a gazdaság történetének legsúlyosabb és legnagyobb hatású gazdasági válsággal találják majd szemben magukat.
Aldrich 1910 novemberében az ország számos pénzügyi vezetőjével közösen titkos találkozót tartott a Jekyll Island Clubban, Georgia partjainál, ahol megtárgyalták a monetáris politikát és a bankrendszert érintő kérdéseket. Aldrich és A.P. Andrews (a pénzügyminisztérium államtitkár-helyettese), Paul Warburg (a Kuhn, Loeb & Co. képviseletében), Frank A. Vanderlip (James Stillman utódja és a National City Bank of New York elnöke), Henry P. Davison (a J. P. Morgan Company tagja), Charles D. Norton (a Morgan irányításával működő First National Bank of New York elnöke), és Benjamin Strong (J. P. Morgan képviselője), megállapodtak egy "National Reserve Bank" felállításában.
A National Monetary Commission végső jelentését 1911. január 11-én hozták nyilvánosságra. A törvényhozók majdnem két évig tárgyalták a javaslatot, míg 1913. december 22-én elfogadták a Federal Reserve-ről szóló törvényt. Woodrow Wilson elnök rögtön aláírta a javaslatot, és a törvény még aznap hatályba is lépett, s így 1913. december 22-én létre is jött a Federal Reserve System. A Fed első elnöke Charles Hamlin lett, a Federal Reserve Bank of New York elnöke pedig nem más lett, mint Morgan helyettese, Benjamin Strong. Ez a pénzügyi intézmény lett a régió legnagyobb bankja, s állandó képviselete volt a Federal Open Market Committee-ben.

### A Pujo-bizottság

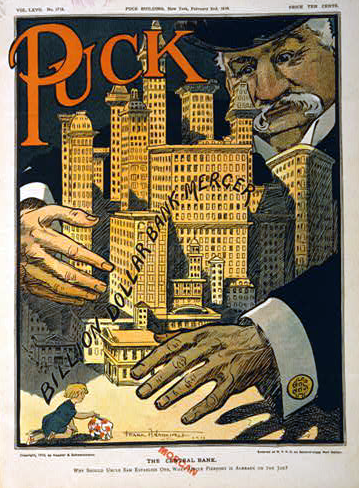
A Puck egyik 1910. február 2-ai szerkesztői képe

Bár Morgant gyorsan hősként ünnepelték, a plutokráciától valamint a pár kézben összpontosuló gazdagságtól való félelem gyorsan véget vetett ennek a nézetnek. Morgan bankja túlélte ezt, de a bankok riválisainak számító trösztök nagy veszteségekkel jöttek ki a válságból. Több elemző is úgy gondolta, hogy azért indult el a pánik, hogy megdöntsék a trösztökbe vetett bizalmat, amiből a bankok profitálhattak. Mások úgy vélik, hogy Morgan volt az egésznek a haszonélvezője, mégpedig azért, mert így megengedték, hogy a TC&I valamint a US Steel egyesüljön. Bár Morgan a pánik következtében 2 millió dollárt veszített, és kétségtelenül nagy szerepet játszott abban, hogy nem alakult ki még mélyebb válság, mindennek ellenére intenzív vizsgálat és sok kritika célpontjába került.
Az USA törvényhozásának bankokkal és a forgalomban lévő pénzekkel foglalkozó bizottságának louisianai demokrata képviselője, Arsène Pujo vizsgálóbizottság létrehozását kezdeményezte, melynek feladata a pénzügyi trösztök, Morgan és New York egyéb nagy bankárainak de facto monopóliumának a vizsgálata volt. A bizottság munkájának végén egy erőteljes megfogalmazású jelentést tett közzé mely szerint a J. P. Morgan & Co. vezetőségének tagjai további 112 vállalat igazgatóságában foglalnak helyet, melyeknek piaci összkapitalizációja akkor 22,5 milliárd dollár volt. Ugyanekkor a New York Stock Exchange összes vállalatainak együttes kapitalizációja 26,5 milliárd dollárt ért el.
Bár J. P. Morgan beteg volt, mégis tanúvallomást tett a Pujo bizottság előtt, s itt Samuel Untermyer több napon át kérdezte. Ekkor hangzott el Untermyer és Morgan híres párbeszéde, melyben a pénzügyi élet pszichológiai hátteréről beszélgetnek. A pszichológia az iparág bizalmi jellege miatt fontos tényező. Ezt a beszélgetést üzleti cikkek gyakran idézik.
Untermyer: A kereskedelmi hitelnek nem a pénz vagy az ingatlanok az elsődleges alapjai?
Morgan: Nem, uram. Az elsődleges szempont a karakter.
Untermyer: A pénz és az ingatlanok előtt?
Morgan: A pénz és minden más előtt. Pénzen nem lehet pénzt venni. Egy olyan ember, akiben nem bízom, a világ összes kötvényéért sem kap tőlem pénzt.
Morgan munkatársai a meghallgatások alatt folyamatosan Morgan egyre inkább romló egészségügyi állapotára hivatkoztak. Februárban nagyon beteg lett, s 1913. március 31-én – kilenc hónappal a FED, a végső hitelező megalakulása előtt – meghalt.

## Fordítás
Ez a szócikk részben vagy egészben  a   Panic of 1907 című angol Wikipédia-szócikk fordításán alapul.  Az eredeti cikk szerkesztőit annak laptörténete sorolja fel. Ez a jelzés csupán a megfogalmazás eredetét és a szerzői jogokat jelzi, nem szolgál a cikkben szereplő információk forrásmegjelöléseként.

## Bibliográfia
- Bruner, Robert F.. The Panic of 1907: Lessons Learned from the Market's Perfect Storm. Hoboken, New Jersey: John Wiley & Sons (2007). ISBN 9780470152638
- Calomiris, Charles W.. The Origins of Banking Panics: Models, Facts and Bank regulation, Financial Markets and Financial Crises. Chicago: University of Chicago Press (1992). ISBN 0226355888
- Caporale, Tony. Interest Rate Uncertainty and the Founding of the Federal Reserve, 1110–17. o. (1998) JSTOR: 2566853 (subscription required). Hozzáférés ideje: September 17, 2008
- Carosso, Vincent P.. The Morgans: Private International Bankers, 1854-1913. Cambridge: Harvard University Press (1987). ISBN 0674587294
- Chernow, Ron. The House of Morgan: An American Banking Dynasty and the Rise of Modern Finance. New York: Grove Press (1990). ISBN 0802138292
- Chernow, Ron. Titan : the life of John D. Rockefeller, Sr.. New York: Random House (1998). ISBN 0679438084
- Edwards, Adolph. The Roosevelt Panic of 1907. Anitrock Pub. Co (1907)
- Friedman, Milton. A Monetary History of the United States: 1867-1960. Princeton: Princeton University Press (1963). ISBN 0691003548
- Gorton, Gary. Clearinghouses and the Origin of Central Banking in the United States, 277–283. o. JSTOR: 2121695 (subscription required). Hozzáférés ideje: September 17, 2008.
- Gorton, Gary. Bank panics and the endogeneity of central banking, 1613–1629. o.. DOI: 10.1016/j.jmoneco.2005.05.015 (2006)
- Griffin, G. Edward. The Creature from Jekyll Island : A Second Look at the Federal Reserve. American Media (1998). ISBN 0-912986-21-2
- Herrick, Myron T.. The Panic of 1907 and Some of Its Lessons (1908)
- Kindleberger, Charles P.. Manias, Panics, and Crashes: A History of Financial Crises (5th ed.). Hoboken: John Wiley & Sons (2005). ISBN 978-0-471-46714-4
- McNelis, Sarah. Copper King at War: The Biography of F. Augustus Heinze, 2nd, Missoula: University of Montana Press (1969). OCLC 7369533
- Miron, Jeffrey A. (1986). „Financial Panics, the Seasonality of the Nominal Interest Rate, and the Founding of the Fed”. American Economic Review 76 (1), 125–40. o. [2009. március 26-i dátummal az eredetiből archiválva]. (Hozzáférés: 2009. március 26.)
- Moen, Jon (1992). „The Bank Panic of 1907: The Role of the Trust Companies”. The Journal of Economic History 52 (3), 611–30. o.. JSTOR: 2122887 (subscription required). Hozzáférés ideje: September 17, 2008.
- Noyes, Alexander Dana. Forty Years of American Finance. G. P. Putnam's sons (1909). ISBN 978-0405136726
- Odell, Kerry A. (2004). „Real Shock, Monetary Aftershock: The 1906 San Francisco Earthquake and the Panic of 1907”. The Journal of Economic History 64 (4), 1002–1027. o. DOI:10.1017/S0022050704043062.
- Smith, B. Mark (2004). „A History of the Global Stock Market; From Ancient Rome to Silicon Valley (2004 ed.)”, Chicago, Kiadó: University of Chicago Press.
- Sprague, Oliver M.W. (1908). „The American Crisis of 1907”. The Economic Journal 18, 353–72. o. DOI:10.2307/2221551.
- Tallman, Ellis W.: Lessons from the Panic of 1907 pp. 2–13, 1990. [2008. október 29-i dátummal az eredetiből archiválva]. (Hozzáférés: 2008. november 10.). Hozzáférés ideje: September 14, 2008.